# Al-Agheila
al-Agheila (arabisch العقيلة, auch al-Uqaylah oder al-Aqaylah) ist ein libyscher Küstenort am südlichsten Punkt der zum Mittelmeer gehörenden Großen Syrte und der westlichste Ort der Region Kyrenaika. Es gehörte bis 2007 zum Munizip Adschdabiya, heute gehört es zum Munizip al-Wahat.
El Agheila ist bekannt als Kriegsschauplatz des Afrikafeldzuges im Zweiten Weltkrieg.

## Lage
Nächste Orte sind Ras Lanuf (70 km westlich), Qaryat Bashir, (23 km östlich) und Brega (Al Burayqah, 45 km östlich).

## Geschichte
Am Ort der heutigen Siedlung befand sich im Römischen Reich das Lager Anabucis bzw. sein griechischer Vorgänger Automala.
Während der italienischen Besatzung befand sich in El Agheila ein Konzentrationslager für Beduinen. Es befand sich unmittelbar südlich der Stadt und fasste über 10.000 Insassen, wovon Tausende starben.
Westlich des Ortes an der Küstenstraße Via Balbia befand sich von 1937 bis 1970 der Triumphbogen Arco dei Fileni.

### Zweiter Weltkrieg

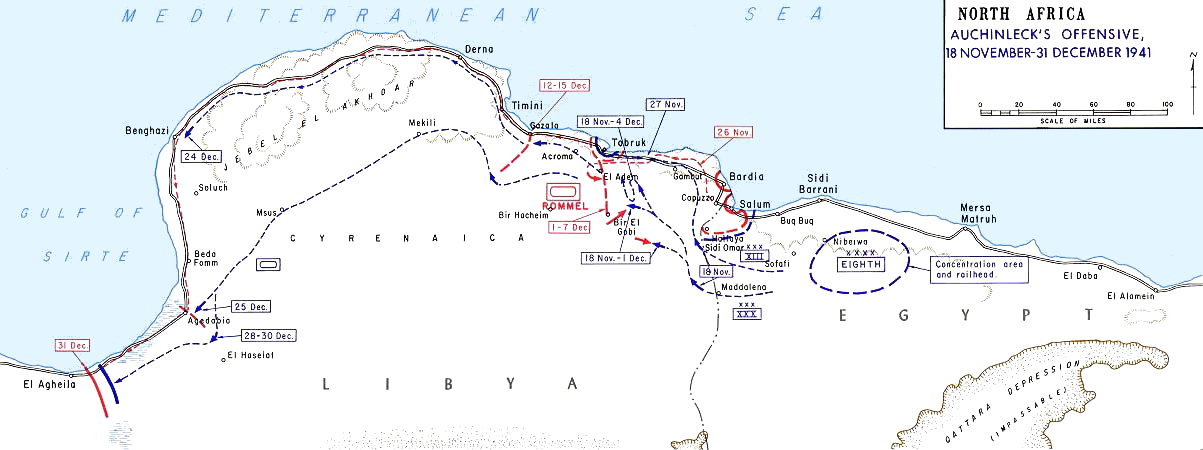
Operation "Crusader" 18. November – 31. Dezember 1941: El Agheila befindet sich auf der Karte links unten.

Im Februar 1941 wurde El Agheila von britischen Teilen der Western Desert Force eingenommen, nachdem die italienische 10. Armee in der Operation Compass besiegt worden war. Die Briten blieben dort, während ein Großteil der übrigen Western Desert Force nach Griechenland verlegt wurde, um die dortige Invasion der Achsenmächte aufzuhalten. Dies gab dem Deutschen Afrikakorps unter Erwin Rommel die Gelegenheit einer Gegenoffensive, die damit endete, dass El Agheila im März von den Achsenmächten zurückerobert war und die Briten bis Tobruk und an die ägyptische Grenze zurückgeworfen wurde (Operation Sonnenblume). Rommel ließ die Befestigung der Stadt verstärken und nutzte sie als Ausgangsbasis für seine Operationen, insbesondere die Belagerung Tobruks. Nach dem Verlust Tobruks im Zuge der Operation Crusader im Dezember 1941, war El Agheila Rückzugsort des Afrikakorps, das auch gegen britische Angriffe verteidigt werden konnte.
Im Januar 1942 begann Rommel von El Agheila aus eine neue Operation, die die Briten abermals bis Tobruk zurückwarf. Es gelang den Deutschen die Einnahme von Tobruk (vgl. Schlacht von Gazala) und der Vormarsch nach Ägypten, ehe sie bei El Alamein im Juli 1942 gestoppt und im November endgültig besiegt wurden. Das Afrikakorps war danach weitgehend aufgerieben, so dass die restlichen Kräfte auf dem Rückzug der vorrückenden britischen 8. Armee die Stadt im Dezember 1942 (siehe Schlacht von El Agheila) überlassen mussten.